# کمک‌های بین‌المللی در جنگ ایران و عراق
در طول جنگ ایران و عراق، دو کشور از ممالک مختلفی کمک‌های مالی و نظامی دریافت می‌کردند. کشورهایی مانند اسرائیل و سوریه از ایران، عربستان سعودی از عراق؛ و آمریکا و شوروی از هر دو طرف حمایت می‌کردند.

## ایران

### حمایت نظامی
ایران از سوی شبه‌نظامیان کُرد حزب دموکرات کردستان عراق، اتحادیه میهنی کردستان و مجاهدین عراق در شمال عراق حمایت می‌شد و هر دو سازمان، مخالف حکومت بعثی عراق بودند.

### پشتیبانی لجستیک
حمایت خارجی از ایران به‌تدریج آغاز شد. سوریه و لیبی با در اختیار گذاشتن موشک اسکاد به ایران کمک کردند. پس از آن، ایران موشک‌های ضدکشتی چینی کرم ابریشم را خریداری کرد. همچنین ایران از کره شمالی نیز اسلحه‌هایی را خریداری کرد. پرتغال، به‌ویژه بعد از سال ۱۹۸۴، برای حمایت از ایران جنگ‌افزارهایی به ایران فروخت و از ایران حمایت می‌کرد. اسپانیا و پرتغال در این میان به ایران در تأمین برخی قطعات نظامی نیز کمک می‌کردند. در ماجرای رسوایی مک فارلین، ایالات متحده آمریکا متعهد شد که به ایران سلاح بفروشد و این سلاح‌ها از انبار تسلیحات اسراییل تأمین شد و آمریکا متعهد شد که این تسلیحات را جایگزین کند که بعداً تبدیل به دومین رسوایی بزرگ تاریخ ایالت متحده شد.

## عراق

### حمایت نظامی
هنگامی که عراق در شهریور ۱۳۵۹ حمله به ایران را آغاز کرد، شرایط دو کشور با یکدیگر کاملاً متفاوت بود؛ با آغاز جنگ، ایران فقط حمایت چند کشور مانند سوریه و لیبی را در اختیار داشت ولی رژیم بعثی عراق با پشتیبانی‌های جهانی وارد جنگ با ایران شده بود. علاوه بر این کمک‌های نظامی، انواع کمک‌های اقتصادی نیز عراق را پوشش می‌داد.

### پشتیبانی لجستیک
نیروهای مسلح عراق در درجهٔ اول مجهز به جنگ‌افزارهایی بود که یک دهه، پیش از آغاز جنگ از اتحاد جماهیر شوروی سوسیالیستی خریداری کرده بود. در طول جنگ نیز، میلیاردها دلار تجهیزات پیشرفته از فرانسه، چین، مصر، آلمان و دیگر کشورها خرید. سه تأمین‌کنندهٔ اصلی جنگ‌افزار در طول جنگ برای عراق، اتحاد جماهیر شوروی، چین و پس از آن فرانسه بودند.
ایالات متحده آمریکا با فروش بالگردهایی به ارزش ۲۰۰ میلیون دلار به نیروهای مسلح عراق کمک کرد. این تنها فروش تسلیحات نظامی ایالات متحده به عراق بود. .
با توجه به یک کپی بدون سانسور از بیانیهٔ ۱۱٬۰۰۰ صفحه‌ایِ عراق به سازمان ملل متحد که به بیرون درز کرد، دانش و مواد لازم برای توسعهٔ جنگ‌افزارهای غیرمتعارف، توسط ۱۵۰ شرکت خارجی در اختیار عراق قرار گرفته بود که این شرکت‌ها متعلق به کشورهایی مانند آلمان غربی، ایالات متحده، فرانسه، چین بودند.
حامیان مالی اصلی عراق، کشورهایِ ثروتمندِ نفت‌خیزِ حاشیه خلیج فارس و به‌ویژه عربستان سعودی (۳۰٫۹ میلیارد دلار) کویت (۸٫۲ میلیارد دلار) و امارات متحده عربی (۸ میلیارد دلار) بودند.

## فهرست کمک‌های کشورها به ایران و عراق
| کشور                             | پشتیبانی از عراق | پشتیبانی از ایران |
| -------------------------------- | --- | --- |
| ایالات متحده آمریکا              | چند میلیارد دلار کمک‌های اقتصادی؛ فروش فناوری با کاربرد دوگانه و جنگ‌افزارهای غیرآمریکایی، اطلاعات نظامی، آموزش عملیات ویژه                                       | ماجرای مک‌فارلین (فروش مخفیانهٔ جنگ‌افزار) |
| اتحاد جماهیر شوروی               | حمایت نظامی و فروش سلاح | فروش مخفیانه تجهیزات نظامی و کمک مالی |
| بریتانیا                         | مواد مربوط به جنگ‌افزار و تجهیزات شیمیایی مانند سدیم سیانید، پلوتونیم و گاز طیف‌سنج.و کمک مالی                                                                    | فروش تجهیزات دفاعی مرتبط با جنگ شیمیایی، موتور تانک‌های چیفتن و گلولهٔ توپ                                                                                              |
| فرانسه                           | فروش تجهیزات پیشرفته نظامی و اورانیوم | فروش مخفیانهٔ مقادیر زیادی گلولهٔ توپ (تحویل ۵۰۰٬۰۰۰ گلولهٔ توپ ۱۵۵ و ۲۰۳ میلی‌متری) تحویل ۶۰ توپ بدون لگد ۱۰۶ میلی‌متری                                                   |
| آلمان شرقی                       | فروش جنگ‌افزار شیمیایی و تجهیزات نظامی پیشرفته، سیستم‌های مقابلهٔ الکترونیکی به ارزش ۶۰۰ میلیون دلار. ۱۵۰۰ کامیون و لوازم یدکی. ۳۰۰ خودروی بازیابی و تعمیر تانک.   | فروش تجهیزات دفاعی جنگ شیمیایی، تجهیزات ارتباطی، سلاح‌های سبک و مهمات                                                                                                  |
| آلمان غربی                       | فروش و آموزش جنگ‌افزار شیمایی، ارسال تجهیزات پیشرفته ارتباطی، رادار و فروش تجهیزات نظامی با فناوری بالا                                                          | فروش تجهیزات دفاعی جنگ شیمیایی |
| اتریش                            | ساخت کارخانهٔ مهمات، فروش قطعات توپخانه خودکششی | فروش ۱۴۰ توپ جنگی هویتزر GHN-45، به‌همراه مقدار قابل‌توجهی مهمات و تجهیزات ارتباطی.                                                                                     |
| ایتالیا                          | چندین میلیارد دلار آمریکا کمک مالی و فروش مین‌های زمینی و دریایی و اورانیوم                                                                                      | فروش مین‌های زمینی و دریایی |
| هلند                             | ارسال تجهیزات نوری، از جمله دستگاه‌های دید در شب برای نیروهای زمینی                                                                                              | فروش تجهیزات دفاعی جنگ شیمیایی |
| بلژیک                            | ساخت فرودگاه‌ها و تحویل انواع مهمات | فروش موتور جنگندهٔ فانتوم، گلوله توپ و مهمات |
| سوئیس                            | فروش جنگ‌افزار و جنگ‌افزار شیمیایی همچنین تحویل ۳۰ فروند هواپیمای آموزشی براوو و پیلاتوس                                                                          | فروش تجهیزات دفاعی جنگ شیمیایی، ارائهٔ ۱۵ فروند پی‌سی-۶ پورتر و ۴۷ هواگرد آموزشی پیلاتوس پی‌سی-۷، تجهیزات رمزنگاری، مقدار بسیار زیادی مهمات، و تجهیزات الکترونیکی راداری |
| پرتغال                           | فروش اورانیوم و جنگ‌افزار | فروش مهمات و مواد منفجره |
| اسپانیا                          | فروش جنگ‌افزارهای متعارف و شیمیایی، به‌ویژه مهمات و مواد منفجره                                                                                                   | فروش اسلحه، مهمات و مواد منفجرهٔ خاص تحویل ۲۰۰ تفنگ ۱۰۶ میلی‌متری بدون لگد                                                                                              |
| چین                              | برخی حمایت‌های مالی و صادرات نظامی گسترده | فروش تجهیزات نظامی، از جمله هواپیماهای جنگنده، موشک‌های زمین به هوا، موشک‌انداز، تانک و توپخانه                                                                         |
| ژاپن                             | تجهیزات مهندسی مانند کامیون، بولدوزر و غیره | تجهیزات مهندسی مانند کامیون، بولدوزر، بیل مکانیکی، خودرو و غیره |
| برزیل                            | فروش مهمات، خودرو زره‌پوش جنگی و راکت‌اندازهای چندگانه | تامین‌کنندهٔ عمده (۵۰۰ خودروی زره‌پوش اوروتو و کاسکاول) |
| کره جنوبی                        | فروش ۴۲۵ میلیون دلار مهمات، جیپ، و لوازم نظامی | فروش قطعات یدکی جنگندهٔ اف-۴ فانتوم ۲، فروش تجهیزات توپخانه‌ای مانند هوویتزر KH-179 و دیگر جنگ‌افزارهای سنگین                                                            |
| آفریقای جنوبی                    | فروش تجهیزات توپخانه‌ای (فروش ۲۰۰ عدد هویتزر جی۵ ۱۵۵میلی‌متری) | فروش ۳۰ عدد هویتزر جی۵ ۱۵۵میلی‌متری |
| اسرائیل                          | | راهنمایی نظامی و کمک تسلیحاتی بمباران تأسیسات هسته‌ای عراق |
| کانادا                           | فروش جنگ‌افزار | |
| دانمارک                          | فروش تجهیزات نظامی | |
| مصر                              | صادرات نظامی | |
| مجارستان                         | فروش جنگ‌افزار | |
| اردن                             | کمک‌کنندهٔ عمده | |
| کویت                             | حمایت مالی و مجرایی برای فروش جنگ‌افزار | |
| لهستان                           | فروش جنگ‌افزار | |
| قطر                              | حمایت اولیه، هر چند مخفیانه | |
| رومانی                           | فروش جنگ‌افزار | |
| عربستان سعودی                    | ۲۰ میلیارد دلار کمک مالی | |
| سنگاپور                          | ارائه پیش‌سازهای تولید جنگ‌افزار شیمیایی؛ عمل به‌عنوان یک واسطهٔ انتقال جنگ‌افزار. محل ساخت جنگ‌افزارهای خارجی برای عراق                                              | |
| سودان                            | فرستادن سرباز در کنار نیروهای عراقی برای جنگ با ایران | |
| ترکیه                            | فروش جنگ‌افزار | |
| امارات متحده عربی                | کمک مالی | |
| جمهوری فدرال سوسیالیستی یوگسلاوی | ساخت پنج پایگاه هوایی بزرگ با پناهگاه‌های زیرزمینی و مستحکم‌شدهٔ هواپیما توسط شرکت ساختمانی یوگسلاویایی انرگوپراجکت، فروش جنگ‌افزار (به ارزش بیش از ۲ میلیارد دلار) | |
| سوریه                            | | جنگ‌افزار، مهمات و موشک‌های بالستیک |
| کره شمالی                        | | فروش جنگ‌افزارهای بومی، عمل به‌عنوان یک واسطه برای فروش مخفیانه جنگ‌افزارهای اتحاد جماهیر شوروی و دولت‌های اقماری شوروی و چین                                             |
| لیبی                             | | جنگ‌افزار، مهمات و موشک‌های بالستیک. |
| پاکستان                          | | حمایت مالی نامشخص و پنهانی، فروش موشک‌های زمینی‌به‌هوای دوش‌پرتاب. |
| سوئد                             | | فروش پنهانی تجهیزات موشکی زمین به هوا از نوع آربی‌اس ۷۰، تجهیزات/مواد منفجره/مواد لازم برای ساخت جنگ‌افزار در محل و قایق‌های تندروی نظامی.                               |
| ویتنام                           | | فروش تجهیزات و جنگ‌افزارهای ساخت آمریکا |
| یونان                            | | فروش ۱۱۹ میلیون دلار جنگ‌افزار و مهمات |
| اتیوپی                           | | فروش ۱۲ هواپیمای جنگندهٔ نورثروپ اف-۵ |
| آرژانتین                         | | فروش اورانیوم، گلوله‌های توپ‌های ۱۵۵ میلی‌متری، راکت، تجهیزات رادیویی، مهمات ۷٫۶۲ میلی‌متری، راکت‌های ضدتانک                                                               |